# Othón P. Blanco (municipalité)
La municipalité d'Othón P. Blanco est l'une des subdivisions municipales de l'État de Quintana Roo, au sud-est du Mexique. Elle se trouve au sud de l'État. Son centre administratif est la ville de Chetumal.

## Histoire
La municipalité porte le nom d'Othón P. Blanco (1868-1959), un marin mexicain connu pour son rôle dans la fondation de la ville moderne de Chetumal.
En février 2011, la municipalité d'Othón P. Blanco a été divisée en deux afin de créer une nouvelle municipalité, Bacalar, dont la ville du même nom est devenue le centre administratif.

## Présidents municipaux
- (1975 - 1978) : Mariano Angulo Basto (PRI)
- (1978 - 1981) : Hernán Pastrana Pastrana (PRI)
- (1981 - 1984) : María Cristina Sangri Aguilar (PRI)
- (1984 - 1987) : Alfredo Díaz Jiménez (PRI)
- (1987) : José Asencio Navarrete (PRI)
- (1987 - 1990) : Efraín Ortiz Yeladaqui (PRI)
- (1990 - 1993) : Rosario Ortiz Yeladaqui (PRI)
- (1993 - 1995) : Diego Rojas Zapata (PRI)
- (1995 - 1996) : Felipe Barquet Armenteros (PRI)
- (1996 - 1998) : Enrique Alonso Alcocer (PRI)
- (1998 - 1999) : Francisco Javier Díaz Carvajal (PRI)
- (1999 - 2000) : Eduardo Ovando Martínez (PRI)
- (2000 - 2002) : Moises Pacheco Briseño (PRI)
- (2002 - 2005) : Eduardo Espinosa Abuxapqui (PRI)
- (2005 - 2008) : Cora Amalia Castilla (PRI)
- (2008 - 2011) : Andrés Ruiz Morcillo (PRI)
- (2011 - 2013) : Carlos Mario Villanueva Tenorio (PRI)